# های‌فیلدز، کوئینزلند
های‌فیلدز (به انگلیسی: Highfields) یک حومه شهر در استرالیا است که در کوئینزلند واقع شده‌است.